# Artemis Fowl 1
Artemis Fowl 1 je prvi del serije knjig Artemis Fowl. Napisal jo je irski pisatelj Eoin Colfer.

## Zgodba
Glavna oseba te knjige, 12 letni Artemis Fowl II, zasnuje načrt kako bi svoji legendarni a obubožani zločinski družini spet prikradel zlato, bolj natančno, vilinje zlato. Artemis Fowl je zagotovo najbriljantnejši um te generacije, vendar pa bi njegov načrt lahko zamajal temelje različnih razumnih civilizacij in vilinji ter človeški svet popeljal v vojno...
Zgodba se začne v Hošminhu poleti. Tam je morda nekaj kar si Artemis zelo želi. Knjiga namreč... Vendar ta knjiga sploh ni človeška, ne sploh ne, to je vilinska biblija v kateri so zapisani vsi zakoni, pravila, običaji in šibkosti, vilinjega ljudstva. Seveda knjiga nobenemu človeku ne bi koristila saj je zapisana v vilinjem jeziku, gnomiki. Vendar pa, če je kdo, ki jo lahko dešifrira je to Artemis Fowl.
Prav zaradi tega se je skupaj s svojim telesnim stražarjem Bulterjem poti na žgočem soncu.
In, uspeh... S prevaro dobi od stare močvirke, to je vrsta vil , ki še ima krila, knjigo za pol ure. In po nekaj minutah je knjiga skenirana in že čaka na elektronskem naslovu v Fowlovem dvorcu. Artemis in Butler pa sta v letalu...
Doma se Artemis posveti dešifriranju knjige. Poskusi z  prevajalcem. Vendar ni zadetkov. Potem pa opazi znak, ki se ponavlja. Odpre poseben prevajalnik s staro egipčanščino in  zadetek.
Vendar se mu knjiga spet namerno upira. Besede niso urejene niti od leve proti desni niti obratno in niti v stolpcih. Potem ko Artemis motri knjigo opazi drobne smerokaze. Prevajanje se začenja...
Globoko pod Zemljinim površjem pa v vilijnem mestu Pristan ravnokar benti vilinka Marjeta Mali. Marjeta je stotnica pri LEPrekon (leteče enote policije za rasno in ekološko kontrolo) je besna na svojega nadrejenega poveljnika Juliusa Korena saj ji še ni uspelo opraviti magičnega obreda.  
Grozi ji, da bo ob službo. Sedaj ima le še eno priložnost in še to ravno zato, ker je na površje pobegnil trol.
Pošljejo jo v izvidnico. Sredi operacije ji zmanjka magije vendar se za njo in vse ljudi v restavraciji srečno isteče. Vsem ljudem, ki so bili prisotni dogodku zbrišejo spomin.
Nato je poletela nazaj na Irsko, da bi opravila obred. Vendar pa jo še preden ji bi to uspelo, ugrabi Artemis Fowl.
Tega se v LEPreconu takoj zavejo in odidejo rešiti stotnico.
Julius se za signalom Marjetinega lokatorja odpravi na zapuščeno kitolovko, ki se izkaže kot Artemisova past. Saj Julius komaj uide eksploziji bombe.
Nato se začne obleganje Fowlovega dvorca…
Vile ustavijo čas na posestvu Fowlovega dvorca in v njem. Časovnemu polju ni mogoče uiti, vsaj vile mislijo tako. Artemis pa zna, oz. saj misli tako...
Vile pošljejo specialce s stotnikom Udarnim Algo na čelu. Vendar pa Butler vse porazi z uspavalno puško.
Prav zaradi tega ponesrečenega podviga se Julius odpravi na pogajanja z Artemisom. Artemis zahteva eno tono štiriindvajset karatnega zlata v majhnih neoznačenih ploščicah.
Julius in Svet vilincev se s tem ne strinjata, zato pošlje Julius škratjega tatu Gnoja Kopača v hišo. Gnoj je pravi zato nalogo saj je že izgubil magijo in lahko udira v hiše. Gnoj ukrade kopijo vilinje knjige in pobegne.
Marjeta pa si s pomočjo želoda spet pridobi magijo in pobegne iz celice. Vendar pa iz hiše ne sme ker ji je Artemis kot gostitelj to prepovedal.
Oblast prevzame poročnik Betica in v hišo pošlje trola. Butler ga s Marjetino pomočjo premaga. Julius spet prevzame vodstvo in dobi zlato. Zlato pošljejo v hišo, Marjeti Artemis, da polovico zlata za to, da bi ozdravila njegovo mamo.
LEP sproži biološko bombo vendar pa Artemis pobegne iz časovnega polja in zanj se vse srečno konča. Marjeta pa si obljubi, da ga bo drugič ona pričakala...

## Osebe v zgodbi
- Artemis Fowl II, glavni junak
- Butler, Artemisov osebni stražar (glej: Rodbina Butler)
- Marjeta Mali, vilinska stotnica, in Artemiskova talka
- Gnoj Kopač, škrat, katerega so vili uporabile za napad na Artemisa
- Julija Butler, Butlerjeva mlajša sestra
- Angelina Fowl, žena Artemisa Fowla I in mama Artemisa Fowla II
- Kentaver Kljusač, vilinski računalničar
- General Koren, general vilinskih enot

## Kraji v zgodbi
- Dvorec družine Fowl, v njem je Artemis skrival talko
- Vilinsko podzemlje
- Pristan, prestolnica vilinskega podzemlja

## Podatki o slovenski izdaji
Knjigo je prevedla Urša Vogrinc. Izdala jo je Založba Mladinska knjiga leta 2002 (original je bil izdan leta 2001), v zbirki Srednji svet. Pisatelj je v posvetilo napisal: Za Jackie.